# Songs of Experience (U2)
| Recensione          | Giudizio |
| ------------------- | -------- |
| AllMusic            |          |
| Consequence         | C–       |
| Mojo                |          |
| NME                 |          |
| Pitchfork           | 5.3/10   |
| Q                   |          |
| Rolling Stone       |          |
| The Daily Telegraph |          |
| The Guardian        |          |
| The Independent     |          |

Songs of Experience è il quattordicesimo album in studio del gruppo musicale irlandese U2, pubblicato il 1º dicembre 2017 dalla Interscope Records e dalla Universal Music Group.
L'album ha debuttato al primo posto della Billboard 200 negli Stati Uniti d'America, rendendo gli U2 l'unico gruppo nella storia ad aver raggiunto la vetta della classifica in quattro decenni differenti (1980, 1990, 2000 e 2010).

## Antefatti
Le prime indiscrezioni sul titolo e la lavorazione dell'album vennero rivelate dal cantante Bono al momento della pubblicazione dell'album Songs of Innocence.
L'uscita del disco sarebbe dovuta avvenire alla fine del 2016 ma venne rinviata a causa dell'esito delle Elezioni presidenziali negli Stati Uniti d'America del 2016. Durante il corso del 2017 il gruppo ha intrapreso il tour The Joshua Tree Tour 2017 per celebrare i trent'anni dell'album The Joshua Tree e in tale occasione ha suonato The Little Things That Give You Away, incluso nel nuovo album.
Alla fine del mese di agosto dello stesso anno il gruppo ha pubblicato il videoclip del brano The Blackout, seguito il 6 settembre dalla pubblicazione del primo singolo estratto dall'album, You're the Best Thing About Me. Il 1º novembre, a un mese esatto prima dell'uscita di Songs of Experience, gli U2 hanno rivelato la copertina e la lista tracce e e hanno reso disponibile per l'ascolto il brano Get Out of Your Own Way, successivamente pubblicato come terzo singolo; il 17 novembre il quartetto ha reso disponibile American Soul come ulteriore anticipazione dell'album.

## Tematiche
I brani musicali rappresentano delle epistole scritte da Bono e destinate a persone care agli U2 su temi quali gli amici, la famiglia e i fan. Per fare ciò, Bono ha seguito il consiglio datogli da un suo amico, il professor Brendan Kennelly del Trinity College di Dublino, di scrivere tali lettere come se fosse morto. L'album può considerarsi la continuazione del precedente album Songs of Innocence, anch'esso ispirato dall'opera letteraria di William Blake Songs of Innocence and of Experience.

## Registrazione
L'album è stato registrato a New York, Los Angeles e Dublino, per essere terminato nei primi mesi del 2017. Andy Barlow, uno dei produttori, ha dichiarato che l'album è stato registrato, approssimativamente, per il 10% in studi di registrazione convenzionali. La maggior parte del lavoro è stato svolto in ambienti in cui gli U2 erano ospiti, portando in tali spazi le attrezzature necessarie.

## Copertina
La copertina dell'album è una fotografia in bianco e nero di Anton Corbijn che ritrae Elijah Hewson, figlio di Bono e  Sian Evans, figlia di The Edge che si tengono per mano.

## Experience + Innocence Tour
Da maggio a novembre 2018 c'è stato il tour Experience + Innocence Tour a supporto dell'album.

## Tracce
Testi di Bono, musiche degli U2, eccetto dove indicato.
1. Love Is All We Have Left – 2:41
2. Lights of Home – 4:16 (musica: U2, Alana Haim, Danielle Haim, Este Haim, Ariel Rechtshaid)
3. You're the Best Thing About Me – 3:45
4. Get Out of Your Own Way – 3:58
5. American Soul – 4:21
6. Summer of Love – 3:24
7. Red Flag Day – 3:19
8. The Showman (Little More Better) – 3:23
9. The Little Things That Give You Away – 4:55
10. Landlady – 4:01
11. The Blackout – 4:45
12. Love Is Bigger Than Anything in Its Way – 4:00
13. 13 (There Is a Light) – 4:19

Tracce bonus nell'edizione deluxe
1. Ordinary Love (Extraordinary Mix) – 3:47 (musica: U2, Brian Burton)
2. Book of Your Heart – 3:55
3. Lights of Home (St Peter's String Version) – 4:33 (musica: U2, Alana Haim, Danielle Haim, Este Haim, Ariel Rechtshaid)
4. You're the Best Thing About Me (U2 vs. Kygo) – 4:16
5. The Blackout (Jacknife Lee Remix) – 7:18 – presente solo nel'edizione deluxe giapponese

## Formazione
Crediti tratti dall'edizione standard dell'album.
Gruppo
- Bono – voce
- The Edge – chitarra, voce, tastiera
- Adam Clayton – basso
- Larry Mullen – batteria

Altri musicisti
- Andy Barlow – tastiera aggiuntiva (tracce 1 e 9), programmazione e sound design aggiuntivi (traccia 1)
- Haim – cori aggiuntivi (traccia 2)
- Jacknife Lee – tastiera aggiuntiva e programmazione (tracce 2, 3, 5, 11 e 12), chitarra aggiuntiva (tracce 2, 5, 10, 11 e 12), tastiera (traccia 6), cori aggiuntivi (traccia 12)
- Ryan Tedder – programmazione (tracce 3 e 6), cori aggiuntivi (tracce 4, 6, 7 e 8), tastiera (traccia 6), programmazione aggiuntiva (traccia 7), chitarra aggiuntiva (traccia 8)
- Brent Kutzle – programmazione aggiuntiva (traccia 3 e 7), tastiera aggiuntiva (traccia 4), programmazione e tastiera (traccia 6), chitarra aggiuntiva (traccia 6), chitarra acustica aggiuntiva (traccia 7)
- Davide Rossi – strumenti ad arco (tracce 3 e 10)
- Kendrick Lamar – finale (traccia 4), introduzione (traccia 5)
- Gosha Uzov – tastiera aggiuntiva (traccia 4)
- Jolyon Thomas – chitarra e tastiera aggiuntive (tracce 4 e 9)
- Brandon Collins – arrangiamento strumenti ad arco (traccia 6)
- Amy Helman – violino (traccia 6)
- Avery Bright – violino (traccia 6)
- Betsy Lamb – viola (traccia 6)
- Paul Nelson – violoncello (traccia 6)
- Noel Zancanella – programmazione aggiuntiva (traccia 6)
- Nate Lotz – percussioni aggiuntive (traccia 6)
- Lady Gaga – cori aggiuntivi (traccia 6)
- Steve Wilmot – percussioni aggiuntive (traccia 7)
- Declan Gaffney – tastiera aggiuntiva (traccia 7)
- Julian Lennon – cori aggiuntivi (traccia 7)
- Andrew Taggart – tastiera aggiuntiva (traccia 12)
- Paul Epworth – programmazione e tastiera aggiuntiva (traccia 13)

Produzione
- Andy Barlow – produzione, ingegneria del suono e missaggio (traccia 1), coproduzione (traccia 7), produzione aggiuntiva (tracce 9 e 10)
- Alex Bailey – assistenza tecnica (tracce 1, 7 e 9), assistenza al missaggio (traccia 1)
- Dawn Kenny – crediti aggiuntivi (traccia 1)
- Jacknife Lee – produzione (tracce 2, 3, 5, 10-12), missaggio (tracce 2, 5, 11 e 12), ingegneria del suono (traccia 3), produzione aggiuntiva (tracce 4, 6 e 8)
- Ryan Tedder – coproduzione (tracce 2 e 3), produzione (tracce 4, 6-8 e 13), produzione originaria (tracce 10 e 11)
- Brent Kutzle – coproduzione (tracce 2-4, 6, 7), produzione aggiuntiva (traccia 11)
- Jolyon Thomas – produzione aggiuntiva (tracce 2 e 5), coproduzione (traccia 4), produzione (traccia 9)
- Matt Bishop – ingegneria del suono (tracce 2, 3, 5, 6, 8, 10-12), assistenza al missaggio (tracce 2, 5, 11 e 12), ingegneria del suono aggiuntiva (traccia 4)
- Tyler Spry – ingegneria del suono (tracce 2, 3, 4, 6, 7 e 11)
- Drew Bang – ingegneria del suono aggiuntiva (tracce 2, 4 e 5), ingegneria del suono (traccia 9)
- Dave "Squirrel" Covell – assistenza tecnica (tracce 2, 5, 9-12)
- Barry McCready – assistenza tecnica (tracce 2, 3, 5, 10-12)
- Steve Lillywhite – coproduzione (tracce 3, 4, 7 e 8), missaggio (tracce 3 e 8)
- Rich Rich – ingegneria del suono (tracce 3, 4, 6-8, 11 e 13)
- Matty Green – ingegneria del suono (tracce 3, 4, 7 e 8), assistenza al missaggio (traccia 8)
- Christopher Henry – ingegneria del suono aggiuntiva (tracce 3, 6 e 7), assistenza tecnica (tracce 4, 8 e 11)
- Richard Rainey – ingegneria del suono aggiuntiva (traccia 3)
- Greg Clooney – ingegneria del suono aggiuntiva (traccia 3)
- Ghosa Usov – assistenza tecnica (tracce 3, 4, 7 e 8)
- Alan Kelly – assistenza tecnica (traccia 3)
- Kelana – missaggio (traccia 3)
- Tom Elmhirst – missaggio aggiuntivo (traccia 3), missaggio (tracce 4, 6, 7, 9, 10 e 13)
- Brandon Bost – assistenza al missaggio (tracce 3, 4, 6, 7, 9, 10 e 13), ingegneria del suono (tracce 6, 9 e 13)
- Declan Gaffney – ingegneria del suono aggiuntiva (tracce 4, 10 e 13), produzione aggiuntiva (traccia 5), ingegneria del suono (tracce 7 e 11), missaggio aggiuntivo (traccia 7)
- Doug Sarrett – ingegneria del suono aggiuntiva (traccia 6)
- Aleks van Korff – assistenza tecnica (tracce 7, 8 e 10)
- Paul Epworth – coproduzione (traccia 13)
- Matt Wiggins – ingegneria del suono (traccia 13)

## Classifiche

### Classifiche settimanali
| Classifica (2017)         | Posizione massima |
| ------------------------- | ----------------- |
| Australia                 | 5                 |
| Austria                   | 2                 |
| Belgio (Fiandre)          | 1                 |
| Belgio (Vallonia)         | 2                 |
| Canada                    | 1                 |
| Danimarca                 | 2                 |
| Finlandia                 | 6                 |
| Francia                   | 2                 |
| Germania                  | 2                 |
| Giappone                  | 9                 |
| Grecia                    | 6                 |
| Irlanda                   | 1                 |
| Italia                    | 2                 |
| Norvegia                  | 5                 |
| Nuova Zelanda             | 9                 |
| Paesi Bassi               | 1                 |
| Polonia                   | 4                 |
| Portogallo                | 1                 |
| Regno Unito               | 5                 |
| Repubblica Ceca           | 2                 |
| Spagna                    | 2                 |
| Stati Uniti               | 1                 |
| Stati Uniti (alternative) | 1                 |
| Stati Uniti (rock)        | 1                 |
| Stati Uniti (tastemakers) | 1                 |
| Svezia                    | 2                 |
| Svizzera                  | 2                 |
| Ungheria                  | 7                 |

### Classifiche di fine anno
| Classifica (2017) | Posizione |
| ----------------- | --------- |
| Australia         | 74        |
| Austria           | 34        |
| Belgio (Fiandre)  | 41        |
| Belgio (Vallonia) | 34        |
| Danimarca         | 87        |
| Francia           | 31        |
| Germania          | 42        |
| Italia            | 15        |
| Paesi Bassi       | 16        |
| Polonia           | 57        |
| Regno Unito       | 82        |
| Spagna            | 22        |
| Svizzera          | 84        |
| Ungheria          | 75        |
| Classifica (2018) | Posizione |
| Italia            | 57        |
| Svizzera          | 24        |